# Stemma della Somalia
Lo stemma della Somalia (Astaannta Qaranka ee Soomaaliya, شعار الصومال) fu adottato il 10 ottobre 1956 e ideato da Giuseppe Ricci, nato a Ravenna il 29 aprile 1912.

## Descrizione
Nello stemma compaiono due leopardi che reggono uno scudo azzurro con una stella bianca al centro, e una corona, simbolo di indipendenza, forse risalente alla presenza coloniale italiana. Sotto lo scudo compaiono due lance e due palme avvolte da un cartiglio.
Lo stemma compare sullo scellino somalo.

## Stemmi storici

### Stemma della Somalia italiana
Il più antico stemma somalo risale all'8 giugno 1919, usato quando la Somalia era una colonia italiana.
Questo era uno scudo diviso da una linea ondulata bianca; nella parte superiore vi era un leopardo sormontato da una stella bianca a cinque punte su sfondo azzurro, mentre sulla parte inferiore ci sono due stelle bianche a sei punte su sfondo rosso.

Stemma della Somalia italiana.
Stemma della Governatorato della Somalia

### Emblemi della Somalia britannica

Emblema della Somalia britannica (1903-1950)
Emblema della Somalia britannica (1950-1960)

## Puntland

Lo stemma del Puntland

Lo stemma del Puntland (in lingua somala Dowladda Puntland ee Soomaaliya) è stato creato nel 2012.
È sorretto da due cavalli, in mezzo dello scudo c'è una borraccia e la bandiera del Puntland; sopra di essa una corona turrita; sotto lo scudo due rami di piante ed una lancia tribale coperta dal cartiglio dorato con la scritta PUNTLAND in stampatello.